# كارل بلاكبيرن
كارل بلاكبيرن هو سياسي كندي، ولد في 27 ديسمبر 1967 في ساغينيه في كندا. حزبياً، نشط في حزب كيبيك الليبرالي. وقد انتخب عضو الجمعية الوطنية في كيبك ‏ عن دائرة روبرفال ‏.